# هوائي ثنائي القطب

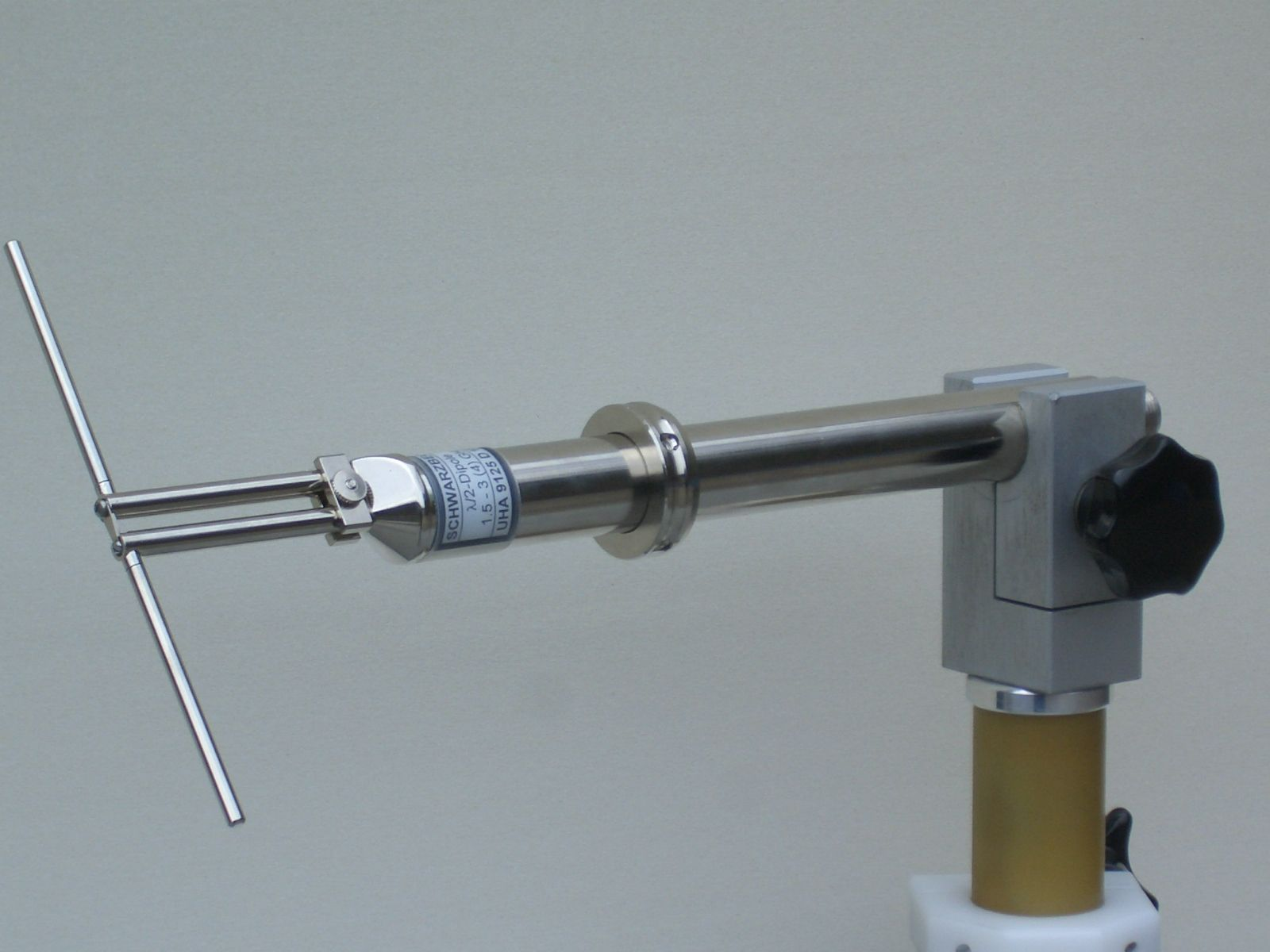
هوائي ثنائي

هوائي ثنائي (بالإنجليزية: Dipole antenna)‏ هو واحد من أشهر أنواع الهوائي المستخدمة في أجهزة المذياع و الإتصالات البعيدة، الهوائي هنا له إتجاهين متوازيين، واحد منها هو جهاز إرسال والآخر هو جهاز لاقط.